# 俞澤 (天順甲申進士)
俞澤（1432年8月29日—15世紀），字益之，浙江嚴州府桐廬縣人，明朝政治人物。

## 生平
俞澤是天順六年（1462年）的舉人，八年（1464年）成進士，獲授兵科給事中，曾上書不應讓會昌侯孫繼宗之子孫瓚帶俸署錦衣衛指揮事，又彈劾宣城伯衛穎守衛遼東卻在有警時躲避，成化六年（1470年）得奉敕褒嘉，前往白河廠抽分竹木，革除宿弊，不久因為事坐事降為滁州州判，未赴任就去世而卒，貧窮得無法舉行喪事，家中只有書本而已，入祀鄉賢祠。

## 引用
1. ↑  《天順八年進士登科錄》：俞澤，貫浙江嚴州府桐廬縣，民籍。縣學生。治《書經》。字益之，行八，年三十三，八月初五生。曾祖仕俊。祖玻。父勢剛。母袁氏。慈侍下。兄敏、敔、廠、孜、政、敦、敭。娶于氏。浙江鄉試第六名，會試第二百四名。
2. 1 2  光緒《桐廬縣志·卷十·人物上》：俞澤，字益之，天順八年登進士第，授兵科給事中，遇事敢言、不避權貴，會昌侯孫繼宗以國戚典兵柄，其子瓚錦衣衛帶俸指揮奉命署本衛事，澤以為非保全勳戚之道疏寢之，宣城伯衛穎守遼東有警避患，奏正其罪，直登聞鼓院伏獄多所平反，成化六年考績奉敕褒嘉，差抽分白河廠竹木，革除宿弊，㕎掌本科事坐事左遷滁州州判，未赴而卒，貧無以為殮，惟遺書滿架而已。 祀鄉賢
3. ↑  光緒《桐廬縣志·卷九·選舉》：明 進士……（天順）八年甲申……俞澤 登彭教榜，見鄉達……舉人……（天順）六年壬午……俞澤 見進士